# Chaetodactylus

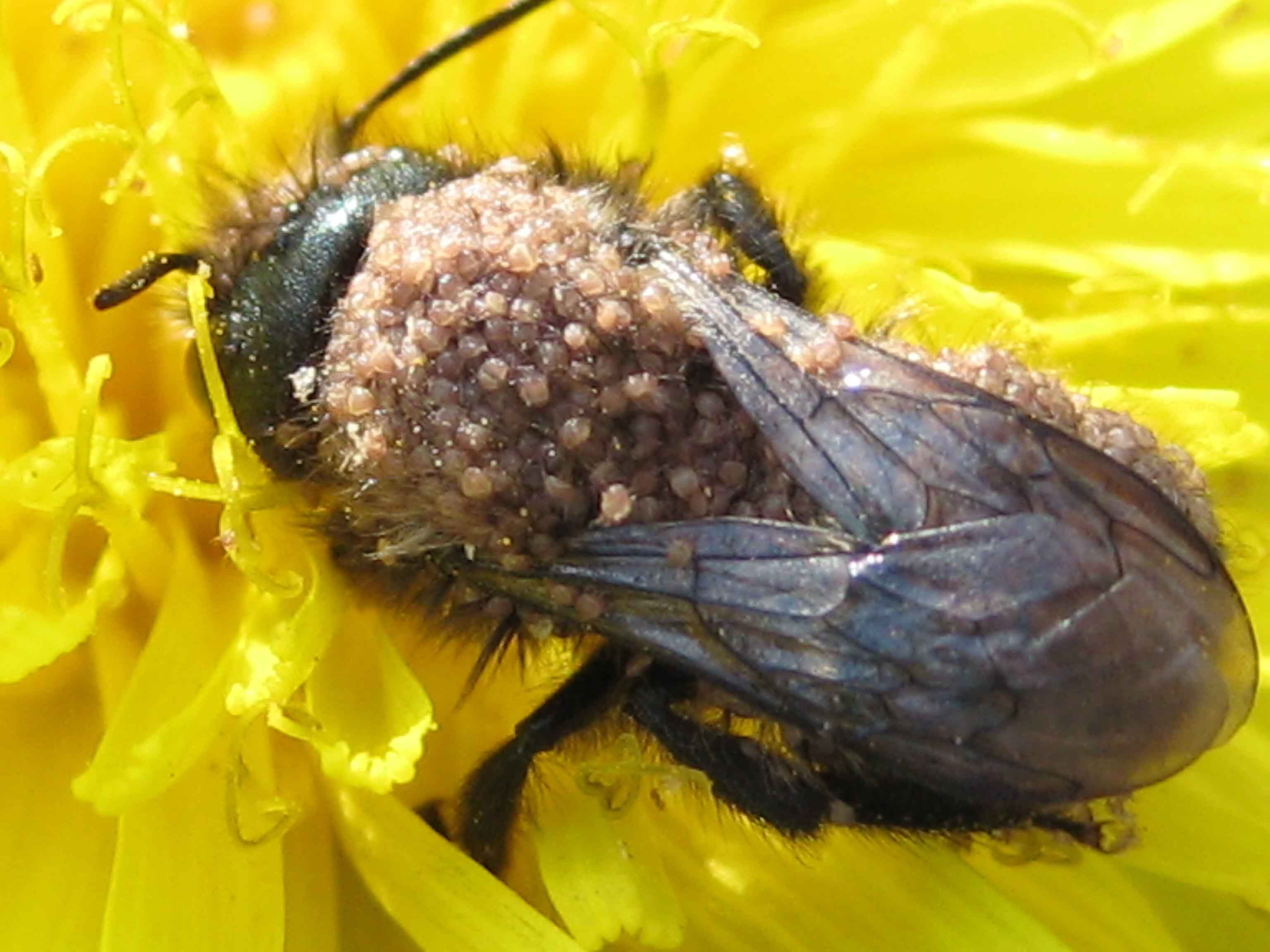
Пчела Osmia lignaria покрытая пыльцеядными клещами рода Chaetodactylus

Chaetodactylus (лат.) — род клещей (Hemisarcoptoidea) семейства Chaetodactylidae из отряда Astigmata. Более 20 видов. Паразиты одиночных пчёл.

## Распространение
Встречаются всесветно, кроме Антарктики.

## Описание
Микроскопического размера клещи (длина, как правило, менее 1 мм). Убивают молодых личинок пчёл и питаются запасами провизии (нектар, пыльца). Ассоциированы с одиночными пчёлами из семейства Megachilidae, трибы Lithurgini (Lithurgus, Trichothurgus, Microthurge), Osmiini (Osmia, Hoplitis, Chelostoma), Anthidiini (Rhodanthidium, Anthidium) и Megachilini (Megachile), и семейства Apidae, триб Emphorini (Melitoma, Diadasia, Ptilothrix, Ancyloscelis) и Tapinotaspidini (Chalepogenus).
Несколько видов рода Chaetodactylus способны продуцировать морфологически регрессивных нефоретических гетероморфных дейтонимф.

## Систематика
4 подрода и более 20 видов. Род Chaetodactylus был выделен в 1866 году итальянским энтомологом Камилло Рондани (Camillo Róndani). Описанный ранее в составе этого рода вид Chaetodactylus panamensis Baker, Roubik and Delfinado-Baker, 1987 теперь выделен в отдельный род Roubikia OConnor B. M., 1993.
- Подрод Chaetodactylus Rondani, 1866 [=Trichotarsus G.Canestrini, 1888]
  - Chaetodactylus chrysidis Fain & Baugnee, 1996 — хозяин: Chrysura trimaculata (Hymenoptera); Бельгия
  - Chaetodactylus dalyi Fain, 1974
  - Chaetodactylus hirashimai Kurosa, 1987 — хозяин: Osmia (Osmia) excavata; Япония
  - Chaetodactylus ludwigi (Trouessart, 1904)
  - Chaetodactylus nipponicus  Kurosa, 1987 — хозяин: пчела Osmia (Osmia) cornifrons; Япония
  - Chaetodactylus osmiae  (Dufour, 1839) [=Trichodactylus osmiae Dufour, 1839] typus
  - Chaetodactylus panamensis  Baker, Roubik & Delfinado-Baker, 1987 — хозяин: пчела Tetrapedia maura; Панама
  - Chaetodactylus reaumuri Oudemans, 1905
- Подрод Ochaetodactylus Fain, 1981
  - Chaetodactylus decellei  Fain, 1974
- Подрод Spinodactylus Fain, 1981
  - Chaetodactylus claviger Oudemans, 1928
  - Chaetodactylus krombeini Baker, 1962
- Подрод Achaetodactylus Fain, 1981
  - Chaetodactylus ceratinae Fain, 1976
  - Chaetodactylus dementjevi  Zachvatkin, 1941
  - Chaetodactylus leleupi Fain, 1974
- Другие виды
  - Chaetodactylus zachvatkini Klimov and OConnor, 2008[3]
  - Chaetodactylus micheneri Klimov and OConnor, 2008